# Ogljikov monoksid
Ogljikov monoksid, pravilneje ogljikov oksid, je brezbarven, gorljiv in zelo toksičen plin brez vonja s kemijsko formulo CO. Je glavni produkt nepopolnega zgorevanja ogljika in spojin, ki vsebujejo ogljik. V običajnih pogojih je redkejši od zraka in se zbira v zgornjih plasteh tudi v prostorih. Če zastrupitev povzroči izgubo zavesti, se količina vdihanega ogljikovega monoksida poveča, zaradi tega pa se tudi občutno poveča smrtnost. V vodi je zelo slabo topen, v prisotnosti zraka pa gori z modrim plamenom, kjer se proizvaja ogljikov dioksid. Je sestavina industrijskih goriv, na primer vodnega plina. Je tudi reducent, ki odstranjuje kisik iz mnogih spojin, med drugim tudi v metalurgiji pri pridobivanju surovega železa iz njegovih rud. Pri visokih pritiskih in zvišanih temperaturah v prisotnosti katalizatorja reagira z vodikom, da nastane metanol. Ogljikov monoksid nastaja pri nepopolnem zgorevanju ogljika in kisika pri visokih temperaturah v primeru, da je ogljika preveč. Nastaja tudi kot stranski produkt pri razpadu ogljikovega dioksida pri zelo visokih temperaturah (nad 2000 °C). Nastaja tudi v pečeh, ki dobijo premalo kisika, nahaja pa se tudi v izpušnih plinih motorjev z notranjim zgorevanjem.
V laboratoriju pridobivajo ogljikov monoksid pri segrevanju metanojske (mravljične) ali etandiojske (oksalne) kisline ali njenih natrijevih soli s koncentrirano žveplovo (VI) kislino.
HCOOH(l) → Q + H2SO4  →  CO(g) + H2O(l)
(COOH)2(s) → Q + H2SO4  →  CO(g) + CO2(g) + H2O(l)
V industriji je pomemben kot reducent v metalurgiji, na primer pri pridobivanju surovega železa v plavžu. Reducira železov (III) oksid do železa.
Fe2O3(s) + 3 CO(g) → Q → 2Fe(l) + 3CO2(g)
Je sestavina industrijskih goriv, na primer vodnega plina (C + H2O → CO + H2). 
2 CO + O2 → 2 CO2

## Zgodovina
Ogljikov monoksid je uporabljal že pračlovek za taljenje železa in ostalih kovinskih rud. V antiki so ga stari Grki in Rimljani uporabljali za usmrtitve, kar je v 11. stoletju prvič opisal španski zdravnik Arnaldus de Vila Nova. Leta 1776 je francoski kemik de Lassone proizvedel CO s segrevanjem cinkovega oksida in kokosa ter napačno ugotovil, da je plinasti produkt vodik, saj je gorel z modrim plamenom. V letu 1800 je škotski kemik William Cumberland Cruikshank ugotovil, da je plin spojina, ki vsebuje ogljik in kisik. S testiranjem na živalih (psi) je Claude Bernard okoli 1846 temeljito preiskal strupenost tega plina.
Med drugo svetovno vojno, se je v delih sveta, kjer je bilo pomanjkanje bencina in dizelskega goriva, mešanica plinov, vključno z ogljikovim monoksidom, uporabljala za pogonsko gorivo motornih vozil. Poročila pričajo, da se je ogljikov monoksid v času holokavsta v nekaterih nacističnih taboriščih v majhnih količinah uporabljal kot »smrtni plin«.

## Molekularne lastnosti
Ogljikov monoksid ima molekulsko maso 28,0 in je torej nekoliko lažji od zraka, katerega povprečna molekulska masa znaša 28,8. Glede na zakon idealnih plinov je ogljikov monoksid redkejši od zraka in se posledično zadržuje pri stropu. Ker pa noben plin ni idealen, so natančna gostota ter druge primerjalne vrednosti odvisne od temperature in tlaka.
Dolžina vezi med atomom ogljika in atomom kisika je 112,8 pikometrov (10−12). Dolžina te vezi, je v skladu s trojno vezjo molekule dušika (N2), ki ima podobno dolžino vezi in skoraj enako molekulsko maso. Dvojne vezi ogljika in kisika, so v formaldehidu bistveno daljše, 120,8 pikometrov. Ogljikov monoksid ima v plinastem stanju vrelišče pri 82 K (-191 °C) in tališče pri 69 K (-205 °C).

### Spajanje in dipolni moment
Ogljik in kisik imata v ogljikovem monoksidu skupaj 10 valenčnih elektronov. Da bi zadostili pravilo okteta za ogljik, morata dva atoma deliti trojno vez, s šestimi pa deliti elektrone v tri vezi molekularni orbitali, kar ni običajno za druge vezi ogljika v organskih spojinah. Ker kisik prispeva štiri elektrone, ogljik pa samo dva, je ena vezna orbitala zasedena z dvema kisikovima elektronoma, kar povzroči dipolno vez. To povzroča polarizacijo molekule z majhnim negativnim nabojem na kisiku in majhnim pozitivnim nabojem na ogljiku. Preostali dve vezi orbitali zasedata po en ogljikov in en kisikov elektron, ki tvorita polarno kovalentno vez. Reverzno polarizacijo preko majhnega negativnega naboja tako povzroča majhna elektronegativnost na kisiku. V prostem ogljikovem monoksidu rahel negativen naboj nastaja na ogljikovi strani in molekula ima rahel dipolni moment. Kisik ima večjo elektronsko gostoto, vendar pa hkrati tudi pozitiven naboj. Ker je večina elektronske gostote med atomoma, ima molekula pozitiven naboj na kisikovi strani. Z razliko od izoelektronske molekule dušika, ki nima dipolnega momenta. V primerih, kjer ogljikov monoksid nastopa kot ligand, se lahko dipolni moment obrne in negativen naboj nastane na kisikovi strani.

### Resonančne strukture in oksidacijsko stanje
Strukturo ogljikovega monoksida lahko opišemo s tremi Lewisovimi strukturami. V strukturi s tremi kovalentnimi vezmi, je pravilu okteta zadovoljeno, vendar pa ima elektropozitiven ogljik negativen formalni naboj. Strukture z dvema kovalentnima vezema bi bile skladne z zelo nizkim dipolnim momentom, če bi bile vezi nepolarne. Struktura z eno kovalentno vezjo izraža povečano elektronegativnost kisika. Nobena od njih pa ne izpolnjuje pravilne elektro strukture. Izračuni z naravnimi orbitalnimi vezmi kažejo, da je struktura s trojno vezjo najbolj pomembna Lewisova struktura (glede prostih molekul), istočasno pa je najboljši  približek realni porazdelitvi elektronske gostote z maksimalno zasedbo vezne orbitale in osamljenega orbitalnega para. To je v skladu z drugimi teoretičnimi in eksperimentalnimi študijami, ki kažejo da kljub večji elektronegativnosti dipolni moment izvira od negativno nabitega ogljika in pozitivno nabitega kisika.
Vendar pa so te tri kovalentne vezi močno polarizirane. Izračunana polarizacija proti atomu kisika je 71 % za sigma vez in 77 % za obe vezi. Oksidacijskega stanja ogljika v ogljikov monoksid je +2 v vsaki izmed teh struktur.
To se izračuna tako, da se prištejejo vsi vezni elektroni, kateri pripadajo negativno nabitemu kisiku. Ogljiku torej pripadata samo dva negativno nabita elektrona. V tem primeru ima ogljik v molekuli samo dva valenčna elektrona v primerjavi s štirimi v prostem atomu.

## Biološke in fiziološke lastnosti

### Strupenost
Zastrupitev z ogljikovim monoksidom, je v mnogih državah najpogostejši vzrok smrti zaradi onesnaženega ozračja. Ogljikov monoksid je brez barve, vonja in okusa in zelo strupen. Združuje se s hemoglobinom, kar povzroča ogljikohemoglobin, to pa zavira transport kisika do tkiv. Že koncentracija 667 ppm lahko povzroči pretvorbo hemoglobina v ogljikohemoglobin, 50 % raven ogljikohemoglobina lahko v telesu povzroči krče, komo in smrt. V Združenih državah Amerike so meje izpostavljenosti ogljikovemu monoksidu nad 50 ppm kratkotrajne. Absorpcija ogljikovega monoksida je pri takšni meji (50 ppm) kumulativna, saj je razpolovna doba približno 5 ur dihanja svežega zraka. Najpogostejši simptomi zastrupitve z ogljikovim monoksidom lahko spominjajo na druge vrste zastrupitev in okužb,
vključno s simptomi, kot so glavobol, slabost, bruhanje, omotica, utrujenost in slabost. Dojenčki so razdražljivi in nimajo apetita. Nevrološki znaki so zmedenost, dezorientiranost, motnje vida in sinkopa. Nekateri simptome zastrupitve z ogljikovim monoksidom opisujejo kot krvavitve v očesni mreni in nenormalno češnjevo barvo krvnega odtenka. V večini kliničnih diagnoz so ti znaki le redko navedeni oziroma videni. Ogljikov monoksid se na druge molekule veže kot mioglobin in mitohondrijski citokrom. Dolgotrajnejša izpostavljenost ogljikovemu monoksidu lahko povzroči veliko škodo na srcu in osrednjem živčevju. Pri nosečnicah ogljikov oksid na plodu pusti resne in trajne posledice.

### Normalna človeška fiziologija
Človeško telo ogljikov monoksid proizvaja kot signalne molekule. Tako ima ogljikov monoksid v telesu vlogo kot živčni prenašalec ali žilni relaksant. Zaradi vloge ogljikovega monoksida v telesu, so bile nepravilnosti v presnovi povezane z različnimi boleznimi, vključno z nevrodegeneracijo, visokim krvnim tlakom, srčnim popuščanjem in vnetjem.

## Pojav ogljikovega oksida v okolju
Ogljikov monoksid se pojavlja v različnih naravnih in umetnih okoljih. Značilne koncentracije v delcih na milijon (ppm) so naslednje:
| Koncentracija  | Vir                                                                                |
| -------------- | ---------------------------------------------------------------------------------- |
| 0,1 ppm        | Naravna stopnja v ozračju                                                          |
| 0,5 do 5 ppm   | Povprečna stopnja v zaprtih prostorih                                              |
| 5 do 15 ppm    | Ob pravilno prilagojenih plinskih pečeh v domovih, sodobne emisije izpušnih plinov |
| 100 do 200 ppm | Izpušni plini starejših motornih vozil                                             |
| 5.000 ppm      | Dim pri kurjenju lesa v peči                                                       |
| 7.000 ppm      | Izpušni plin pri motornih vozilih brez katalizatorja                               |

### Prisotnost ogljikovega oksida v atmosferi
Ogljikov oksid je v ozračju prisoten v majhnih količinah. Predvsem se pojavi kot rezultat dejavnih vulkanov
ter pri naravnih in umetnih pojavih kot so požari in podobno. K proizvodnji ogljikovega monoksida prispevajo tudi fosilna goriva. Pri visokih pritiskih v plašču Zemlje se ogljikov monoksid raztopi v staljene vulkanske kamnine. leta v leto je natančno merjenje, zaradi naravnih virov ogljikovega oksida izjemno oteženo. Ogljikov oksid ima posreden radioaktivni učinek z dviganjem koncentracije metana in troposferskega ozona preko kemičnih reakcij z drugimi atmosferskimi sestavinami (na primer hidroksilni radikal), katere bi v nasprotnem primeru uničil. V naravnih procesih v ozračju sčasoma oksidira v ogljikov dioksid. Koncentracije ogljikovega oksida so tako v ozračju kratkotrajne in prostorsko variabilne.

### Urbano onesnaževanje
Ogljikov oksid je v nekaterih mestnih območjih velik onesnaževalec atmosfere. Onesnaževalci so predvsem motorji z notranjim zgorevanjem (vključno z vozili, prenosni generatorji, kosilnice, itd), ter nepopolno zgorevanje različnih drugih goriv (les, premog, olje, parafin, propan, zemeljski plin in smeti).

### Onesnaževanje v zaprtih prostorih
V zaprtih okoljih lahko koncentracija ogljikovega monoksida povzroči smrt. V Združenih državah Amerike vsako leto zaradi ogljikovega monoksida, ki ga proizvede avtomobil, v povprečju umre 170 ljudi. Peči, štedilniki, grelniki vode in plinski grelniki, motorji, prenosni generatorji, kamini ter oglje vključujejo motnje pri zgorevanju v zaprtih prostorih. Tako zaradi povečane koncentracije ogljikovega monoksida v zaprtih prostorih (največkrat zaradi delovanja motornega vozila v garaži) in posledično zastrupitve z ogljikovim oksidom v Združenih državah Amerike vsako leto več tisoč ljudi poišče zdravniško pomoč.
Ogljikov oksid je v manjših količinah tudi sestavina cigaretnega dima.